# Halictus nigricutis
Halictus nigricutis là một loài Hymenoptera trong họ Halictidae. Loài này được Warncke mô tả khoa học năm 1975.